# Christoph Thomas Scheffler

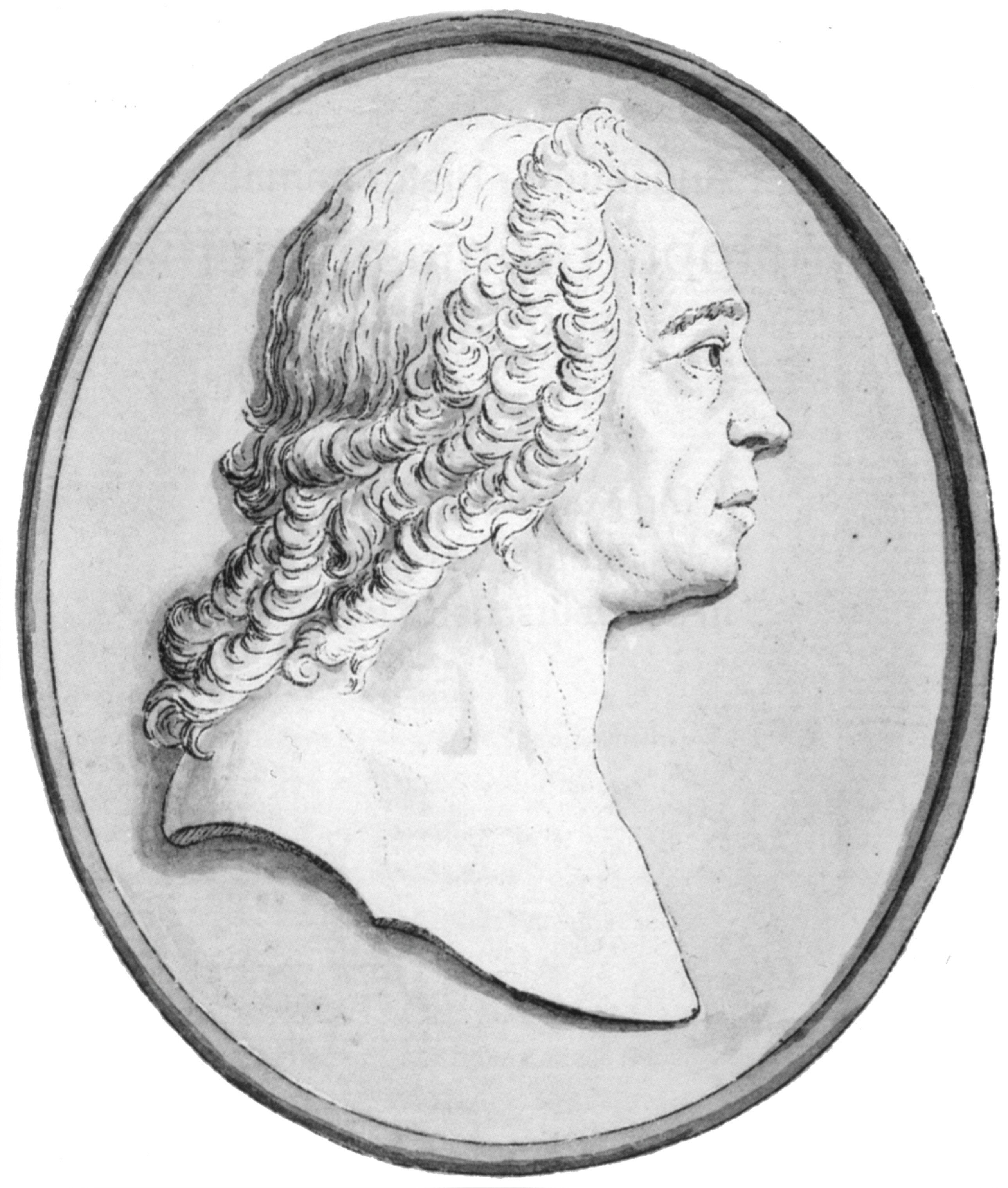
Christoph Thomas Scheffler, disegno a penna e inchiostro di Georg Christoph Kilian (1745)

Christoph Thomas Scheffler, talvolta chiamato anche Schäffler (Mainburg, 20 dicembre 1699 – Augusta, 25 gennaio 1756), è stato un pittore tedesco del periodo rococò.

## Biografia
Christoph Thomas era uno dei tre figli del pittore Wolfgang Scheffler. Dopo una prima formazione artistica nella bottega del padre, lavorò, tra il 1719 e il 1722, come pittore e operaio per Cosmas Damian Asam, uno dei due fratelli Asam. Nel settembre 1722, entrò come fratello laico nel collegio gesuitico di Landsberg am Lech, dove probabilmente ricevette le sue prime commissioni.
Nel 1729, assieme al fratello Felix Anton Scheffler ricevette dal vescovo di Worms, Francesco Luigi del Palatinato-Neuburg, la commissione per gli affreschi dello scalone e della sala principale della residenza vescovile di Worms. Su raccomandazione del principe vescovo, i due fratelli si recarono in Slesia, nel 1730, dove lavorarono nella chiesa dei Canonici regolari della Santa Croce di Nysa. Terminati i lavori, nel 1732, Christoph Thomas fece ritorno ad Augusta, dove fondò un proprio laboratorio e nel 1738 si sposò con Maria Regina Pelle, che gli diede cinque figli.
Fino a circa il 1740, operò in prevalenza come affrescatore in vari edifici di culto della Svevia: Abbazia di Unterliezheim (1733); chiesa di santa Margherita ad Augusta (1735); chiese ad Aulzhausen, Dillingen (1737), Todtenweis, Senden (1740), Augsburg-Haunstetten. Morì, dopo lunga malattia, nel 1756.

## Opere

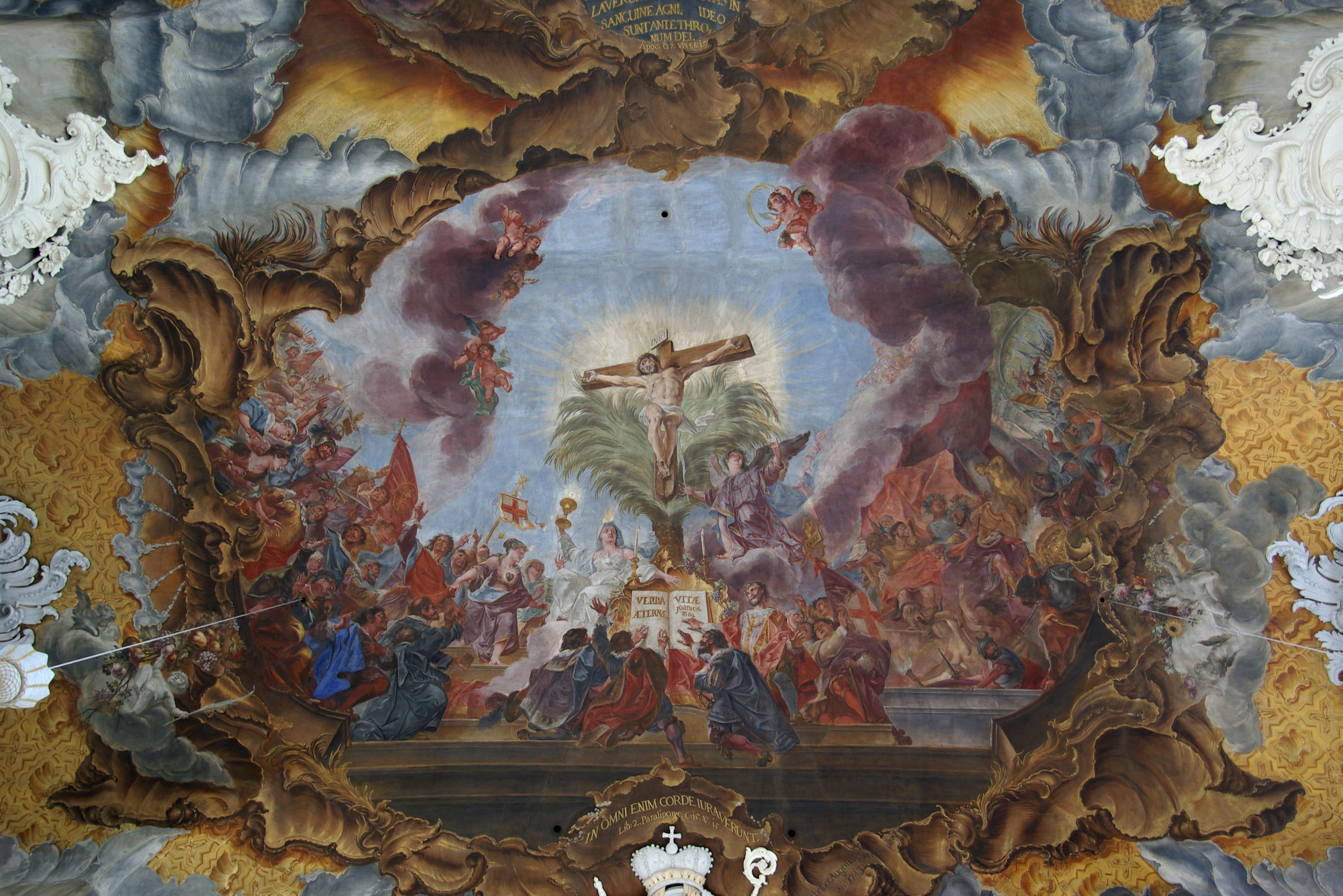
Trionfo della Croce, affresco nella chiesa collegiata di San Paolino, a Treviri.

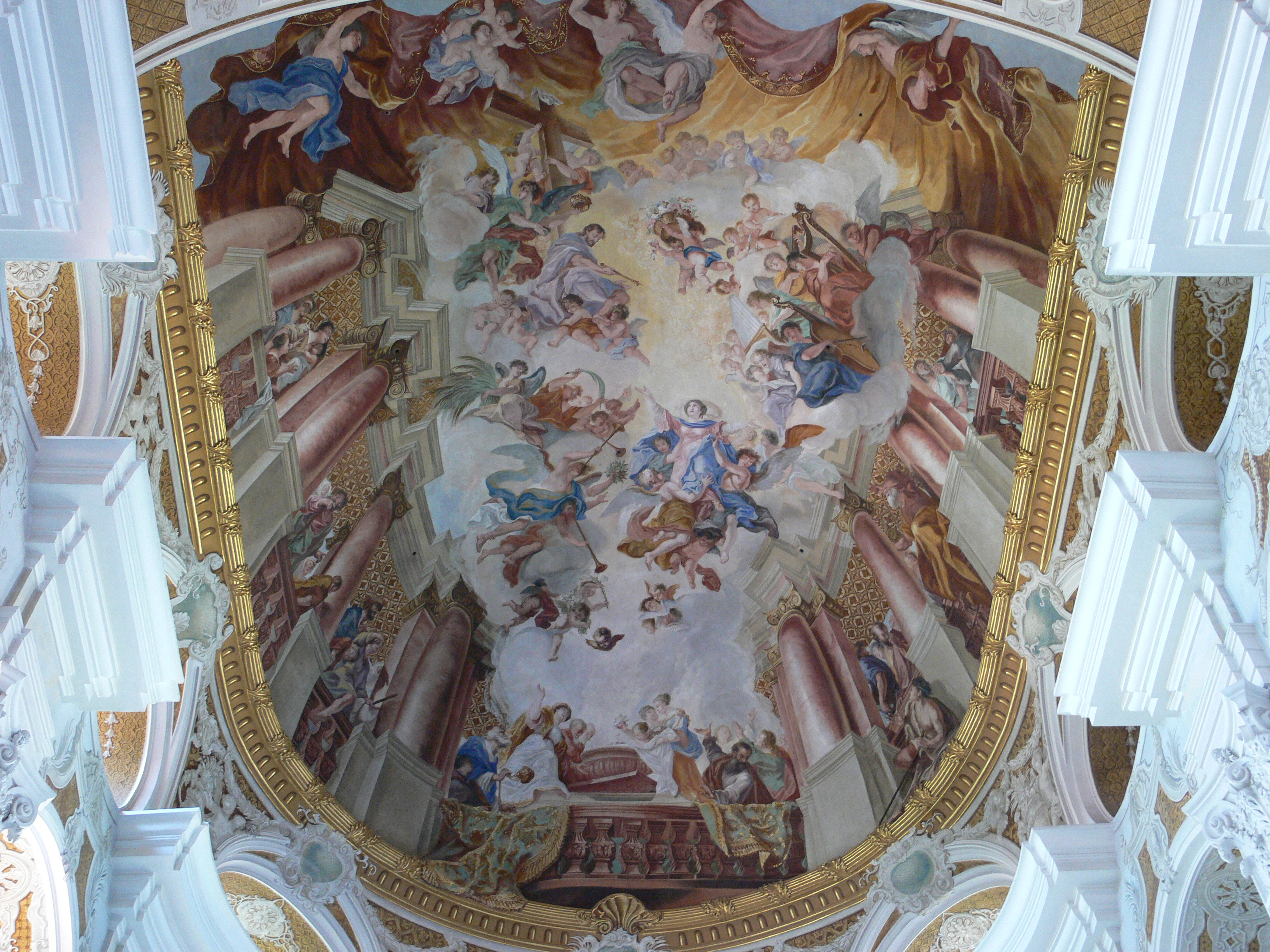
Assunzione di Maria, affresco della volta dell'ex-chiesa dei Gesuiti a Ellwangen (1727).

Lo stile di Scheffler rimase influenzato dal suo apprendistato con Cosmas Damian Asam. Dipinse numerose pale d'altare e vedute di città. Nel campo dell'affresco, è stato uno dei rappresentanti più importanti della pittura barocca sveva della prima metà del XVIII secolo. I suoi lavori sono firmati in gran parte con una T e una P maiuscole.
- Ellwangen (castello di Ellwangen, 1725): affreschi dello scalone e della sala del trono.
- Ingolstadt (collegio gesuitico di Ingolstadt, 1725): ritratti di Christoph Scheiner, Johann Baptist Cysat, Christoph Clavius e Athanasius Kircher.
- Ellwangen (chiesa dei Gesuiti, ora evangelica, 1727): affreschi della volta.
- Dillingen (chiesa dell'Assunta nel collegio gesuitico cittadino, 1726-1728): affreschi e pale d'altare.
- Aulzhausen: affreschi (1735) e pala per l'altare maggiore (1739)
- Heusenstamm: affreschi nella chiesa parrocchiale di santa Cecilia (1741)
- Magonza: soffitto della cappella teutonica (1736–1737; distrutta nel 1945)
- Treviri: Basilica di San Paolino (1743)
- Ingolstadt: pitture a olio (1752-1753) nella chiesa di Santa Maria della Vittoria:
- Ratisbona: affreschi nella Alte Kapelle (Vecchia Cappella) dell'abbazia di Nostra Signora (1752–1753)
- Landsberg am Lech: affreschi nella chiesa dei Gesuiti e tele per gli altari laterali (1753-1754)
- Türkenfeld: chiesa parrocchiale (1754)
- Abbazia di Ettal: pala d'altare della Morte di san Benedetto (1756, completata da Felix Anton Scheffler)